# Atentát

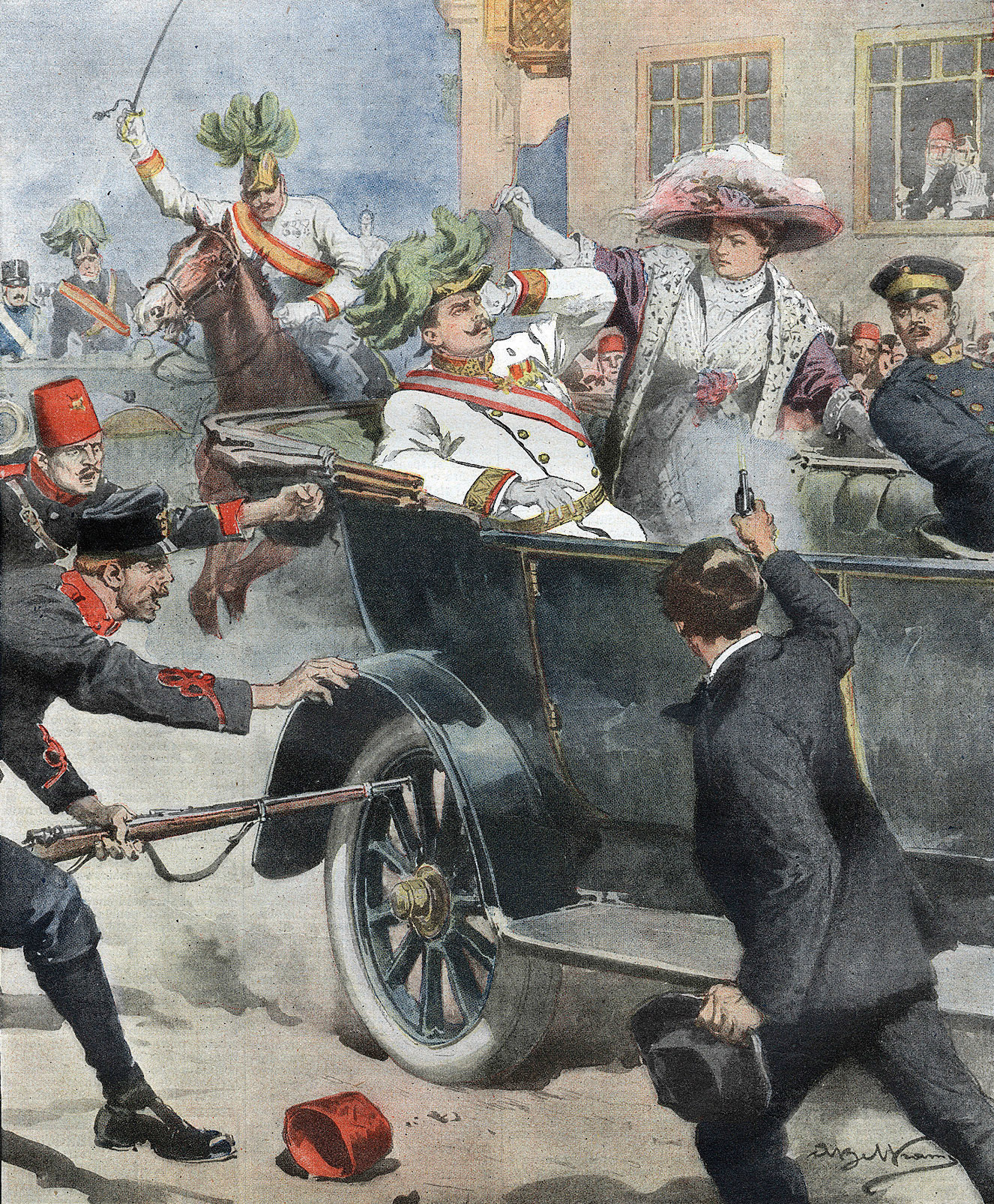
Dobová ilustrace atentátu na Františka Ferdinanda d'Este, která se objevila v italských novinách Domenica del Corriere dne 12. července 1914

Atentát je násilný čin, jehož cílem je usmrtit nebo zranit osobu nebo skupinu osob. Obvykle je atentát motivován politicky, ideologicky nebo nábožensky, v některých případech za ním mohou stát i ekonomické zájmy nebo duševní porucha. Často je atentát spojen s významnými okolnostmi (veřejné místo činu, významná osobnost, přiznání), které mají atentátníkovi dodat důraz a veřejný význam. Až na několik výjimek, které mohou teoreticky být, stejně jako vražda tyrana, eticky i právně ospravedlnitelné, jsou atentáty s následkem smrti obecně považovány za vraždu a jejich provedení za pokus o vraždu.
Zejména politicky motivované vraždy prominentních obětí mohou mít dalekosáhlé důsledky. Atentát na Julia Caesara vyústil v občanskou válku, sarajevský atentát vyvolal první světovou válku. Smrtelný atentát na izraelského premiéra Jicchaka Rabina zastavil v roce 1995 blízkovýchodní mírový proces. Atentáty mohou mít také traumatizující dopad na společnost, jako například vraždy Abrahama Lincolna, Johna F. Kennedyho, Roberta F. Kennedyho a Martina Luthera Kinga ve Spojených státech amerických, stejně jako Gándhího v Indii a Olofa Palmeho ve Švédsku. I atentáty, které nedosáhnou svého cíle, jako například atentát na Adolfa Hitlera 20. července 1944, včetně pokusu o státní převrat, mohou mít významné následky.

## Etymologie
Slovo „atentát“ v českém jazyce vychází z latinského slova „attentatum“, podstatného jména rodu středního s významem „pokus“, „snaha“, resp. ze slovesa „attentare“ – „pokoušet se“.
V případě anglického pojmenování pro atentát – assassination – je předpokladem, že pochází ze slova hašašín (arabsky: حشّاشين, ħashshāshīyīn) a má společné etymologické kořeny s hašišem (z arabštiny: حشيش ḥashīsh). Označovalo skupinu nizárských ismailitů známou jako asasíni, kteří působili proti různým politickým cílům. Sektů Asasínů, kterou založil Hasan-ibn-Sabbáh, působila od 8. do 14. století v pevnosti Alamút v Persii a později se rozrostli ve faktický stát tím, že získali nebo vybudovali mnoho roztroušených pevností. Skupina z politických a náboženských důvodů zabíjela příslušníky abbásovské, seldžucké, fátimovské a křesťanské křižácké elity.
Ačkoli se běžně věří, že asasíni byli při svém zabíjení nebo během své indoktrinace pod vlivem hašiše, vedou se diskuse o tom, zda jsou tato tvrzení oprávněná, přičemž mnoho východních autorů a stále více západních akademiků dospívá k názoru, že užívání drog nebylo klíčovým rysem, který se skrýval za tímto názvem. Nejstarší známé použití slovesa „zavraždit“ (anglicky assassinate) v tištěné angličtině zaznamenal Matthew Sutcliffe v pamfletu A Briefe Replie to a Certaine Odious and Slanderous Libel, který byl vytištěn v roce 1600, tedy pět let předtím, než ho ve svém Macbethovi použil William Shakespeare (1605).

## Použití vhistorii

### Starověk až středověk

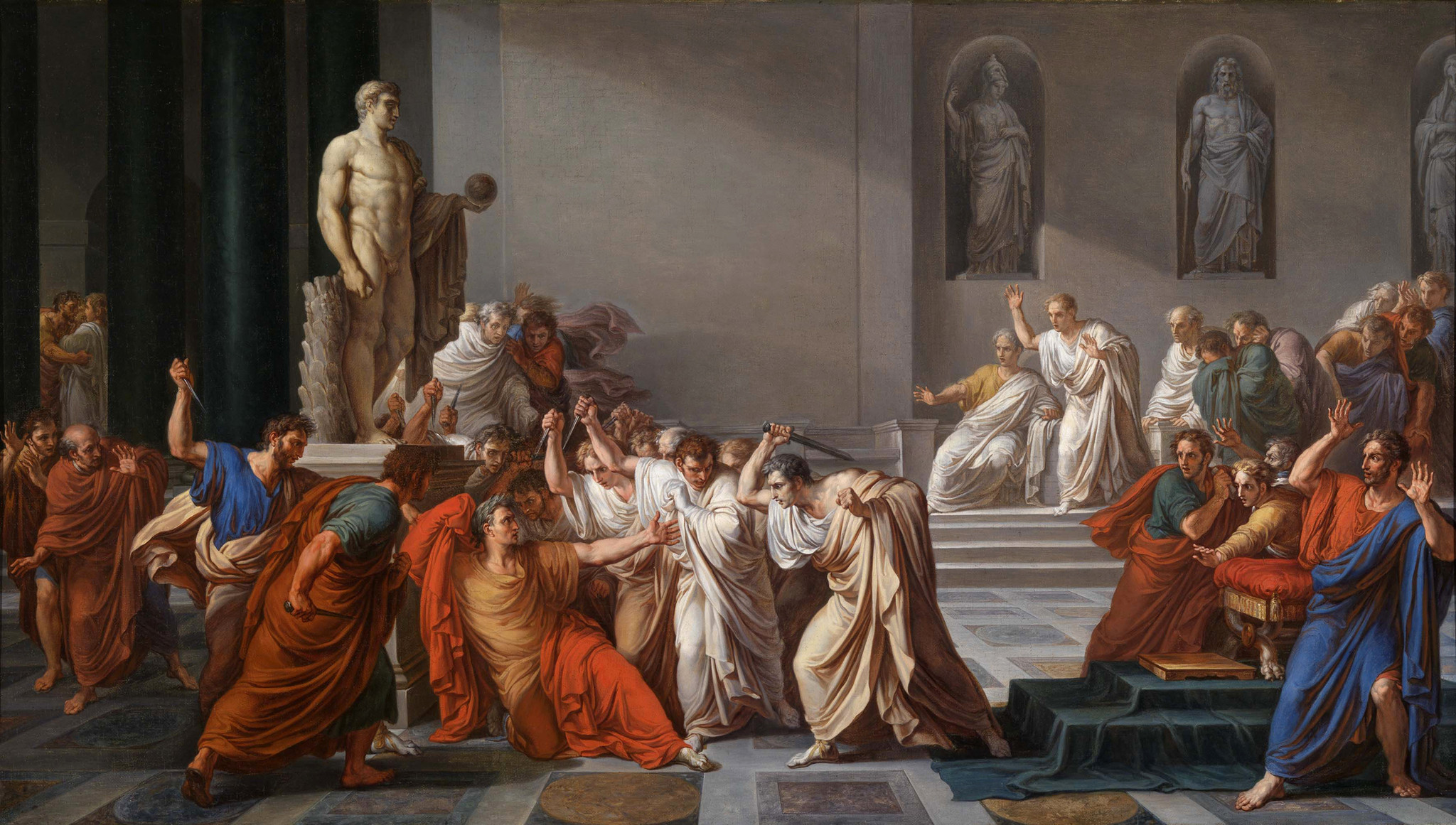
Smrt Caesara od Vincenza Camucciniho

Atentát je jedním z nejstarších nástrojů mocenské politiky. Jeho počátky sahají přinejmenším do doby zaznamenané v dějinách. Ve Starém zákoně byl judský král Jóaš zavražděn svými vlastními služebníky; Jóab zavraždil Abšaloma, syna krále Davida;, a asyrského krále Sinacheriba zavraždili jeho vlastní synové. Čánakja (asi 350-283 př. n. l.) psal o atentátech podrobně ve svém politickém traktátu Arthašástra. Jeho žák Čandragupta Maurja, zakladatel Maurjovské říše, později využil atentátů proti některým svým nepřátelům, včetně dvou generálů Alexandra Velikého, Nikanora a Filipa. Dalšími slavnými oběťmi jsou Filip II. Makedonský (336 př. n. l.), otec Alexandra Velikého, a římský diktátor Julius Caesar (44 př. n. l.). Římští císařové často končili tímto způsobem, stejně jako o stovky let později mnozí muslimští ší'itský imámové. Tři po sobě následující rašídúnští chalífové (Umar ibn al-Chattáb, Uthmán ibn Affán a Alí ibn Abí Tálib) byli zavražděni v raných občanských konfliktech mezi muslimy. Tato praxe byla dobře známá také ve starověké Číně, jako v případě neúspěšného atentátu Jing Kea na čchinského krále Čchin Š’-chuang-ti v roce 227 př. n. l. Zatímco mnoho atentátů prováděli jednotlivci nebo malé skupiny, existovaly také specializované jednotky, které využívaly kolektivní skupinu lidí k provedení více než jednoho atentátu. Nejstaršími byli Sikariové v roce 6 n. l., kteří o několik století předešli blízkovýchodní atentátníky a japonské Nindža, kteří ovládali umění Nindžucu.

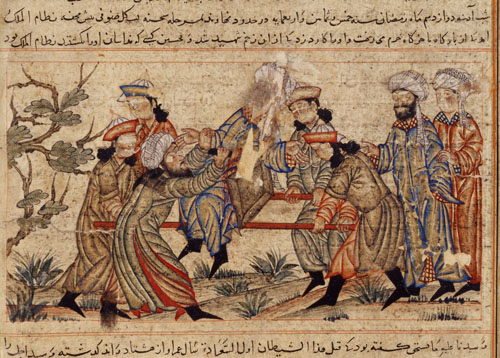
Obraz ze 14. století, na němž je zobrazen úspěšný atentát na Nizama al-Mulka, faktického vládce Seldžucké říše, spáchaný asasínem. Mnoho elit říše bylo zavražděno v konfliktech proti Nizárům.

Ve středověku byly regicidy v západní Evropě vzácné, ale ve Východořímské říši se opakovaly. Nejčastěji používanou metodou bylo uškrcení ve vaně. S nástupem renesance se tyranicida - neboli vražda tyrana z osobních nebo politických důvodů - stala v západní Evropě opět běžnější. Vrcholně středověké prameny zmiňují zavraždění krále Dimitrije Zvonimíra (1089), který zemřel rukou vlastních lidí, kteří se postavili proti návrhu papeže, aby se vydal na pomoc Byzanci proti seldžuckým Turkům. Tato zpráva je však mezi historiky sporná, nejčastěji se tvrdí, že zemřel přirozenou smrtí. Mýtus o „prokletí krále Zvonimíra“ je založen na legendě o jeho zavraždění. Dne 2. srpna 1100 zemřel anglický král Vilém II. Ryšavý při záhadné nehodě na lovu, při níž byl zasažen šípem; všeobecně se předpokládalo, že šlo o důsledek atentátu. V roce 1192 byl atentátníkem zabit Konrád z Montferratu, faktický král Jeruzaléma.
Arabský svět a východní Asie té doby, ačkoli byly obecně osvícenější, v tomto historickém období rovněž trpěly atentáty, například seldžučtí turečtí vůdci Alp-Arslan (24. listopadu 1072) a jeho syn Melik-šáh I. (19. listopadu 1092), stejně jako japonský šógun Nobunaga Oda (21. června 1582), který byl donucen spáchat seppuku při incidentu v Honnodži.
Vládu polského krále Přemysla II. (1296), nizozemského krále Viléma I. Oranžského (1584) a francouzských králů Jindřicha III. (1589) a Jindřicha IV. (1610) ukončili atentátníci.
V průběhu 16. a 17. století se začali mezinárodní právoznalci vyslovovat proti atentátům na vůdce. Balthazar Ayala byl označen za „prvního významného právníka, který odsoudil používání atentátů v zahraniční politice“. Alberico Gentili odsoudil atentáty v publikaci z roku 1598, kde apeloval na vlastní zájem vůdců: (i) atentáty měly nepříznivé krátkodobé důsledky, neboť vyvolávaly hněv nástupce zavražděného vůdce, a (ii) atentáty měly nepříznivé dlouhodobé důsledky, neboť způsobovaly nepořádek a chaos. Hugo Grotius ve svých dílech o válečném právu atentáty přísně zakazoval a tvrdil, že zabíjení je přípustné pouze na bitevním poli.

### Moderní dějiny

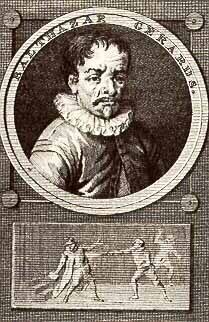
Zavraždění krále Viléma Oranžského

V moderním světě se zabíjení významných osob začalo stávat více než nástrojem v mocenských bojích mezi samotnými vládci a bylo využíváno i pro politickou symboliku, například v propagandě činu. Ve Stockholmu byl 29. března 1792 na maškarním plese smrtelně postřelen švédský král Gustav III. Jen v Rusku byli během 80 let zavražděni dva carové, Pavel I. a jeho vnuk Alexandr II. Ve Spojeném království byl zavražděn pouze jeden premiér - Spencer Perceval 11. května 1812. V Japonsku skupina atentátníků zvaná Čtyři hitokiri z Bakumatsu zabila během války Bošin řadu osob, včetně Ii Naosukeho, který byl hlavou správy šógunátu Tokugawa. Většina atentátů v Japonsku byla spáchána pomocí čepelových zbraní, což se přeneslo i do moderních dějin. Existuje videozáznam atentátu na Inedžira Asanumu, při němž byl použit meč.
Ve Spojených státech během 100 let zemřeli rukou atentátníků čtyři prezidenti - Abraham Lincoln, James A. Garfield, William McKinley a John F. Kennedy. Je známo nejméně 20 pokusů o atentát na americké prezidenty. Senátor Huey Long byl zavražděn 10. září 1935. Robert F. Kennedy, senátor a kandidát na prezidenta, byl rovněž zavražděn a to sice 6. června 1968 ve Spojených státech. Dne 3. dubna 1882 byl zastřelen psanec Jesse James psancem z vlastního gangu, což bylo oplakáváno jako atentát. Dne 25. června 1894 byl francouzský prezident Sadi Carnot v Lyonu pobodán Sante Geronimem Caseriem a následně na následky zranění zemřel. O dvacet let později, 31. července 1914, byl v Paříži zastřelen vůdce francouzských socialistů Jean Jaurès. Dne 10. září 1898 zemřela rakouská císařovna Alžběta den poté, co ji na dovolené v Ženevě bodl italský anarchista tenkým pilníkem. Jiný italský anarchista byl zodpovědný za vraždu italského krále Umberta I. 29. července 1900. Při lisabonské regicidě 1. února 1908 byli zastřeleni portugalský král Karel I. a jeho dědic Luis Filipe, portugalský královský princ, což byla první násilná akce namířená přímo proti portugalskému panovníkovi od roku 1578.

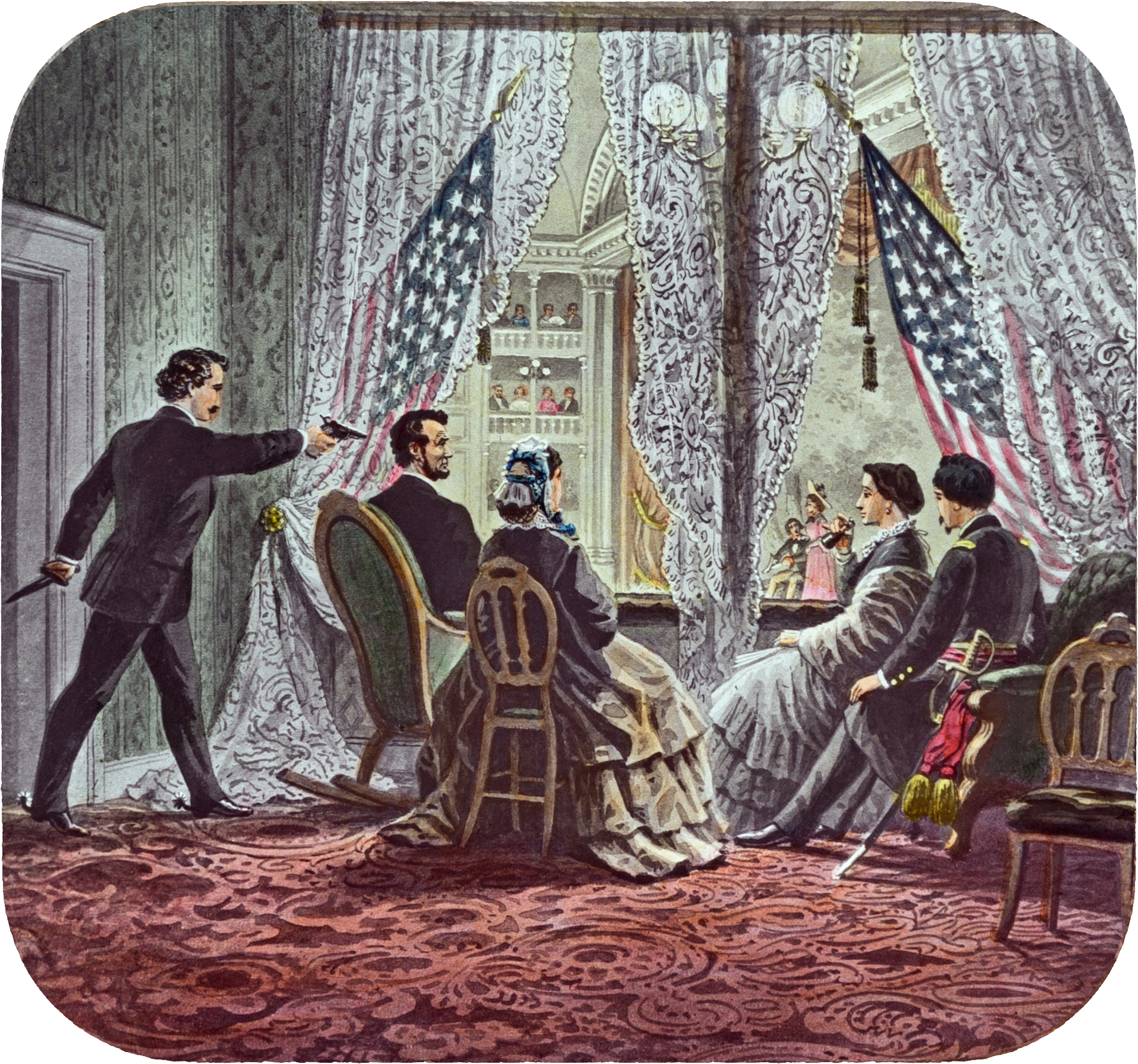
V prezidentské lóži Fordova divadla jsou zleva doprava atentátník John Wilkes Booth, Abraham Lincoln, Mary Toddová Lincolnová, Clara Harrisová a Henry Rathbone

Dne 14. listopadu 1908 zemřel v Zakázaném městě císař Kuang-sü z čínské dynastie Čching. Následná analýza jeho ostatků prokázala velmi vysoké množství arsenu, přičemž někteří dospěli k závěru, že císařovna vdova Cch’-si, která sama zemřela následujícího dne (15. listopadu 1908), císaře zavraždila v rámci spiknutí; do té doby ho měla již mnoho let v domácím vězení kvůli jeho pokusům o reformu čchingské byrokracie. Dne 18. září 1911 zemřel ruský premiér Pjotr Stolypin, kterého v Kyjevě smrtelně postřelil židovský extremista. Dne 30. prosince 1916 byl Grigorij Rasputin zavražděn knížetem Felixem Jusupovem jako vyvrcholení plánu ruské šlechty na odstranění rolnického mystika a ukončení jeho vlivu na rod Romanovců.
V Rakousku je vražda arcivévody Františka Ferdinanda a jeho manželky Žofie, vévodkyně z Hohenbergu, v Sarajevu 28. června 1914, kterou provedl Gavrilo Princip, srbský státní příslušník a člen srbských nacionalistických povstalců (Černá ruka), obviňována z toho, že po sérii menších konfliktů rozpoutala první světovou válku, zatímco bojující strany na obou stranách druhé světové války používaly agenty speciálně vycvičené pro atentáty. Muž někdy označovaný za posledního ruského cara, ruský velkokníže Michael Alexandrovič, byl uvězněn a zavražděn 13. června 1918; 17. července téhož roku byl ruský car Mikuláš II. (poslední všeobecně uznávaný car) spolu s manželkou a dětmi po Říjnové revoluci bolševiky v Jekatěrinburgu zabit. Reinhard Heydrich zemřel po útoku britsky vycvičených československých vojáků jménem československé exilové vlády v rámci operace Anthropoid a poznatky z dekódovaných vysílání umožnily Spojeným státům provést cílený útok a zabít japonského admirála Isoroku Jamamota, když cestoval letadlem. Polská AK vedla pravidelnou kampaň atentátů na nejvyšší představitele nacistického Německa v okupovaném Polsku. Adolf Hitler byl téměř zabit svými vlastními důstojníky a přežil různé pokusy jiných osob a organizací (například operaci Foxley, i když tento plán nebyl nikdy realizován).
Dne 7. června 1927 byl v Polsku ruským monarchistou zavražděn sovětský velvyslanec Pjotr Vojkov. Dne 17. července 1928 byl v mexické kavárně La Bombilla zavražděn mexický generál Alvaro Obregon za to, že byl protikatolický. Ve 30. a 40. letech 20. století provedla NKVD Josifa Stalina řadu atentátů mimo Sovětský svaz, například zavraždila vůdce Organizace ukrajinských nacionalistů Jevhena Konovalce, Ignace Poreckého, tajemníka Čtvrté internacionály Rudolfa Klementa, Lva Trockého a vedení Dělnické strany marxistického sjednocení (POUM) v Katalánsku.
21. února 1934 byl nikaragujský revolucionář Augusto Cesar Sandino zavražděn příslušníky Národní gardy. Dne 9. října 1934 během státní návštěvy Francie zemřel jugoslávský král Alexandr I. poté, co Bulhar Vlado Černozemský hodil do jeho kočáru bombu.
Indický „otec národa“ Mahátma Gándhí byl 30. ledna 1948 zastřelen Nathuramem Godesem.
Afroamerický bojovník za občanská práva Martin Luther King mladší byl zavražděn 4. dubna 1968 v motelu Lorraine (dnes Národní muzeum občanských práv) v Memphisu ve státě Tennessee. Tři roky předtím, 21. února 1965, byl v Audubon Ballroom zavražděn další afroamerický bojovník za občanská práva Malcolm X. Dva roky předtím byl 12. června 1963 zavražděn další afroamerický bojovník za občanská práva Medgar Evers. Fred Hampton ze Strany černých panterů byl zavražděn 4. prosince 1969.

### Studená válka a další

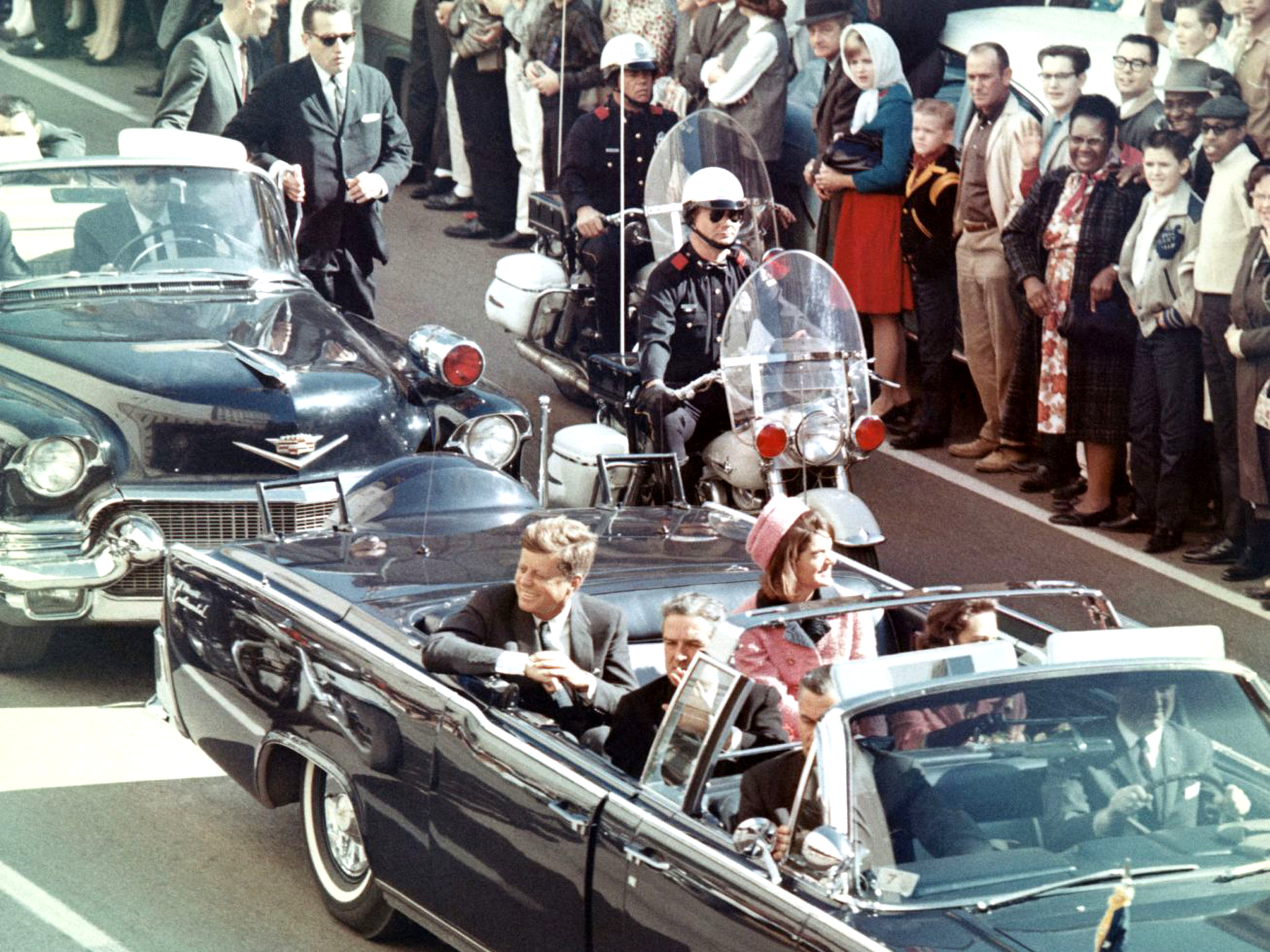
Prezident John F. Kennedy několik minut před jeho zavražděním, 22. listopadu 1963.

Těžce raněný Robert Kennedy ležící po atentátu na podlaze v hotelové kuchyni (umělecká kresba)

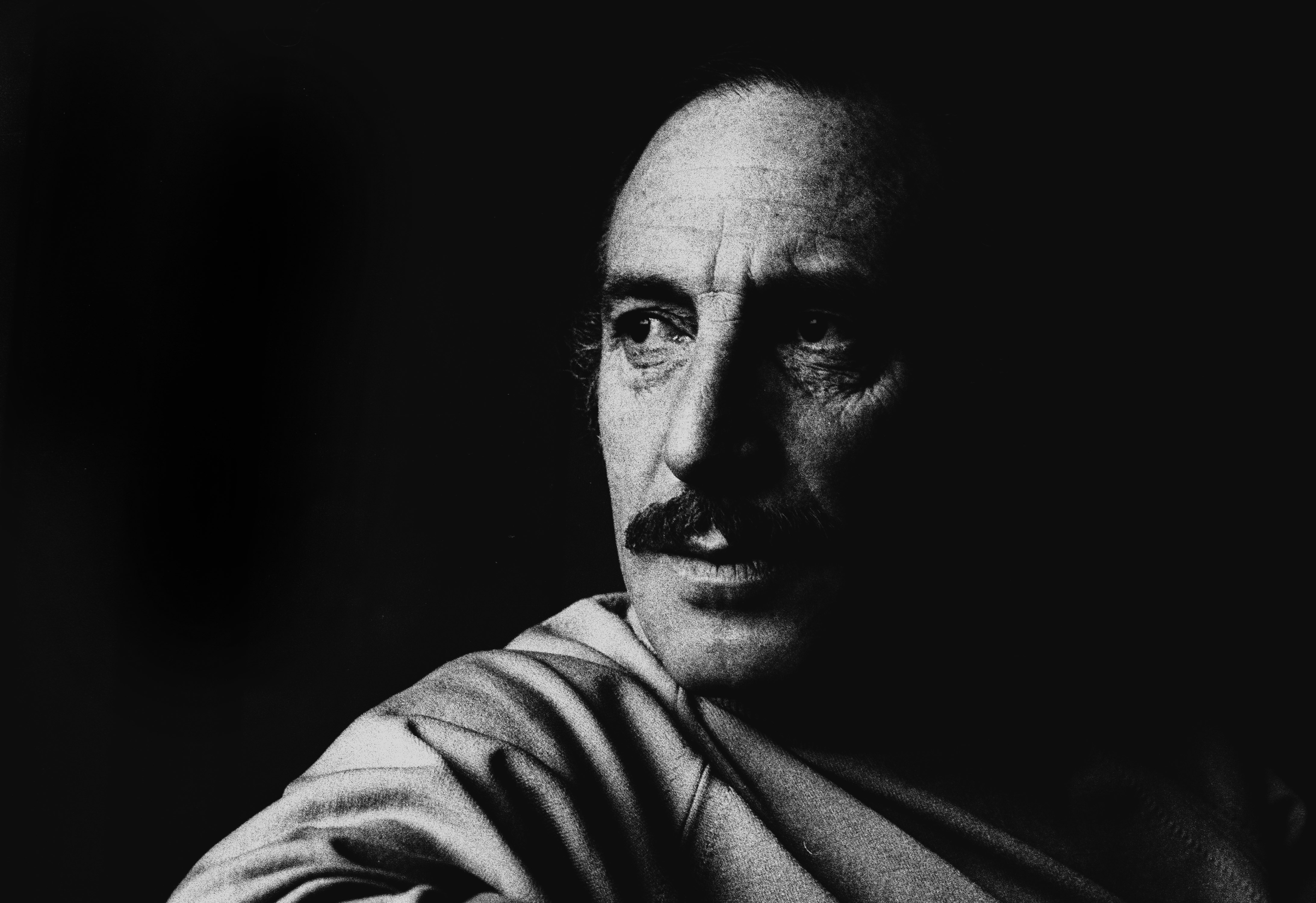
V roce 1976 byl ve Washingtonu zavražděn Orlando Letelier, bývalý chilský ministr. Atentát na Leteliera byl součástí USA podporované kampaně politického útlaku známé jako Operace Kondor..

Líákat Alí Chán, první pákistánský premiér, byl v roce 1951 zavražděn osamělým atentátníkem Saídem Akbarem. Dne 20. července 1951 byl jordánský král Abdalláh I. zastřelen u vchodu do mešity Al-Aksá v Jeruzalémě, když přicházel na páteční modlitbu, Palestincem, který se obával, že král uzavře mír s Izraelci.
Během revoluce v Iráku 14. července 1958 byl v rámci svržení královské rodiny zavražděn irácký král Fajsal II. V roce 1960 byl Inedžiro Asanuma, předseda japonské Socialistické strany, ubodán pravicovým extremistou. Dne 30. května 1961 byl zastřelen prezident Dominikánské republiky Rafael Trujillo při atentátu, který měl ukončit jeho tři desetiletí trvající diktátorskou vládu. Dne 25. března 1975 byl saúdskoarabský král Fajsal bin Abd al-Azíz zastřelen z bezprostřední blízkosti svým synovcem Fajsalem bin Musaidem Al-Saúdem, který se právě vrátil ze Spojených států. Dne 27. srpna 1975 byl etiopský císař Haile Selassie I. zavražděn podplukovníkem Danielem Asfawem na příkaz prozatímní vlády Derg.
Výběrová komise amerického Senátu, které předsedal senátor Frank Church (Churchův výbor), v roce 1975 oznámila, že našla „konkrétní důkazy o nejméně osmi spiknutích, na nichž se podílela CIA s cílem zavraždit Fidela Castra v letech 1960-1965“. Dne 27. listopadu 1978 byli zavražděni Harvey Milk, městský dozorce San Francisca, a starosta George Moscone, bývalým městským dozorcem Danem Whitem za to, že lobbovali proti Whiteovi, respektive odmítli ho po jeho rezignaci znovu jmenovat do dozorčí rady.
Většina velmocí taktiku atentátů za studené války zavrhla, ale mnozí tvrdí, že to byla jen kouřová clona pro politický prospěch a že tajný a nezákonný výcvik atentátníků pokračuje dodnes, přičemž z účasti na těchto operacích jsou obviňovány Rusko, Izrael, USA, Argentina, Paraguay, Chile a další země. V roce 1986 americký prezident Ronald Reagan, který sám přežil pokus o atentát, nařídil nálet na Libyi v rámci operace El Dorado Canyon, při níž bylo jedním z hlavních cílů domovské sídlo libyjského vládce Muammara Kaddáfího. Kaddáfí vyvázl bez zranění, ale jeho adoptivní dcera Hanna byla údajně jednou z civilních obětí.
Na Filipínách byl atentát na Benigna Aquina mladšího impulsem k pádu dvacetileté autokratické vlády prezidenta Ferdinanda Marcose. Aquino, bývalý senátor a vůdčí osobnost politické opozice, byl zavražděn v roce 1983 na mezinárodním letišti v Manile (nyní Mezinárodní letiště Ninoye Aquina) poté, co se vrátil z exilu domů. Jeho smrt vynesla jeho vdovu Corazon Aquinovou na výsluní a nakonec i do prezidentského úřadu po pokojné revoluci EDSA v roce 1986.
Po íránské revoluci v roce 1979 zahájila nová íránská islámská vláda mezinárodní vražednou kampaň, která trvala až do 90. let. Nejméně 162 vražd v 19 zemích bylo spojeno s vysokým vedením Íránské islámské republiky. Kampaň skončila po atentátech v restauraci Mykonos, protože německý soud veřejně obvinil vysoce postavené členy vlády a vydal zatykač na Aliho Fallahiana, šéfa íránské rozvědky. Důkazy naznačují, že Fallahianova osobní angažovanost a individuální odpovědnost za vraždy byly mnohem rozsáhlejší, než představuje jeho současný záznam v obžalobě.
Dne 17. září 1980 byl v Paraguayi při přepadení zavražděn nikaragujský diktátor Anastasio Somoza Debayle. Anvar Sadat, prezident Egyptské arabské republiky (dříve prezident Sjednocené arabské republiky), byl zavražděn 6. října 1981 během výroční přehlídky na oslavu operace Badr, zahajovacího manévru Jomkipurské války. Dne 3. září 1982 byl italský generál Carlo Alberto della Chiesa a jeho manželka zasypáni více než třiceti kulkami a zabiti sicilskou mafií při masakru na Via Carini.
Švédský premiér Olof Palme byl 28. února 1986 zavražděn ozbrojeným mužem téměř o půlnoci poté, co se svou ženou navštívil kino. Pár nedoprovázela žádná ochranka. V roce 2020 švédská prokuratura označila za vraha Stiga Engströma.  Dne 17. srpna 1988 zahynul pákistánský prezident generál M. Zia ul Haq spolu s dalšími 31 osobami, včetně náčelníka generálního štábu pákistánských ozbrojených sil, velvyslance USA v Pákistánu a šéfa vojenské mise USA v Pákistánu, když se jeho dopravní letadlo C-130 záhadně zřítilo. Havárie je v Pákistánu všeobecně považována za akt politické vraždy. V postsaddámovském Iráku využívala šíity ovládaná vláda eskadry smrti k mimosoudním popravám radikálních sunnitských Iráčanů, přičemž někteří tvrdili, že eskadry smrti byly vycvičeny USA. Od té doby se objevila konkrétní tvrzení, že íránská vláda aktivně vyzbrojovala a financovala šíitské eskadry smrti v postsaddámovském Iráku.  Concrete allegations have since surfaced that the Iranian government has actively armed and funded Shia death-squads in post-Saddam Iraq.
V Indii byli v roce 1984 zavražděni premiérka Indira Gándhíová a v roce 1991 její syn Rádžív Gándhí (ani jeden z nich nebyl příbuzný Mahátmy Gándhího, který byl sám zavražděn v roce 1948), což souviselo se separatistickým hnutím v Paňdžábu a na severu Srí Lanky. V Libérii byl 9. září 1990 zavražděn prezident Samuel Doe poté, co byl zajat povstalci. Jeho trýznivou a brutální smrt zachytila v přímém přenosu televize. Dne 23. března 1994 byl na předvolebním shromáždění v severním Mexiku zastřelen pokrokový mexický prezidentský kandidát Luis Donaldo Colosio. Uprostřed chaosu rwandské genocidy, která probíhala od 7. dubna do 15. července 1994, byla 7. dubna při zahajovací akci genocidy zavražděna premiérka Agathe Uwilingiyimana. V Izraeli byl 4. listopadu 1995 zavražděn premiér Jicchak Rabin. K činu se přiznal a byl odsouzen Jig'al Amir.
Dne 15. července 1997 byl dvakrát popraven italský módní návrhář Gianni Versace, kterého zabil nájemný vrah Andrew Cunanan. Při nepálském královském masakru 1. června 2001 byli nepálský král Biréndra a královna Aišvárja spolu s několika dalšími členy královské rodiny zastřeleni psychicky labilním nepálským korunním princem Dipendrou, který se střelil do hlavy a zemřel o tři dny později 4. června, přičemž svou velmi krátkou vládu jako král strávil v kómatu. Izraelský ministr cestovního ruchu Rehavam Ze'evi byl 17. října 2001 zavražděn Hamdím Koránem a třemi dalšími členy Lidové fronty pro osvobození Palestiny (PFLP), která uvedla, že atentát byl odvetou za zabití generálního tajemníka PFLP Abú Alího Mustafy 27. srpna 2001 izraelským letectvem v rámci cílené likvidace konkrétních osob. V Libanonu byl 14. února 2005 zavražděn bývalý premiér Rafík Harírí, což vyvolalo vyšetřování ze strany OSN. Domněnka obsažená ve výsledné Mehlisově zprávě, že se na něm podílela Sýrie, podnítila cedrovou revoluci, která vyhnala syrská vojska z Libanonu.
Dne 19. ledna 2007 byl arménsko-turecký novinář Hrant Dink třikrát střelen do týla a zabit jako odplata za to, že se vyjádřil ke genocidě Arménů. O jedenáct let později, 2. října 2018, byl zavražděn další novinář, saúdskoarabský disident Džamál Chášukdží, agenty saúdskoarabské vlády za to, že proti ní otevřeně vystupoval. V Pákistánu byla v roce 2007 zavražděna bývalá premiérka a vůdkyně opozice Bénazír Bhuttová, když kandidovala ve volbách. Vraždu Bhuttové mezinárodní společenství jednomyslně odsoudilo. V Guineji-Bissau byl 2. března 2009 v časných ranních hodinách v hlavním městě Bissau zavražděn prezident João Bernardo Vieira. Na rozdíl od typických atentátů nebyla jeho smrt rychlá; nejprve přežil výbuch v prezidentské vile, poté byl postřelen a zraněn a nakonec byl rozsekán mačetami. Jeho vraždu provedli zběhlí vojáci, kteří se zřejmě mstili za smrt generála Tagmeho Na Waie, náčelníka generálního štábu ozbrojených sil Guineje-Bissau, který byl den předtím zabit výbuchem bomby.
Při útoku v Benghází v roce 2012, k němuž došlo v noci z 11. na 12. září, byl mezi oběťmi koordinovaného teroristického útoku i americký velvyslanec J. Christopher Stevens. Dne 19. prosince 2016 byl v Ankaře zastřelen tureckým nacionalistou ruský velvyslanec v Turecku Andrej Karlov, a to v napjatém období mezi Tureckem a Ruskem kvůli konfliktu v Sýrii. Dne 22. února 2021 byl v Demokratické republice Kongo militanty napaden konvoj Světového potravinového programu, při útoku byl zavražděn italský velvyslanec Luca Attanasio, který jel s konvojem. Dne 6. července 2021 byl v Amsterdamu střelen do hlavy nizozemský novinář Peter R. de Vries. Na následky zranění zemřel o devět dní později, tj. 15. července. Dne 7. července 2021 byl haitský prezident Jovenel Moïse zastřelen ozbrojenci ve svém vlastním domě.

## Další motivace

### Jako vojenská a zahraničněpolitická doktrína

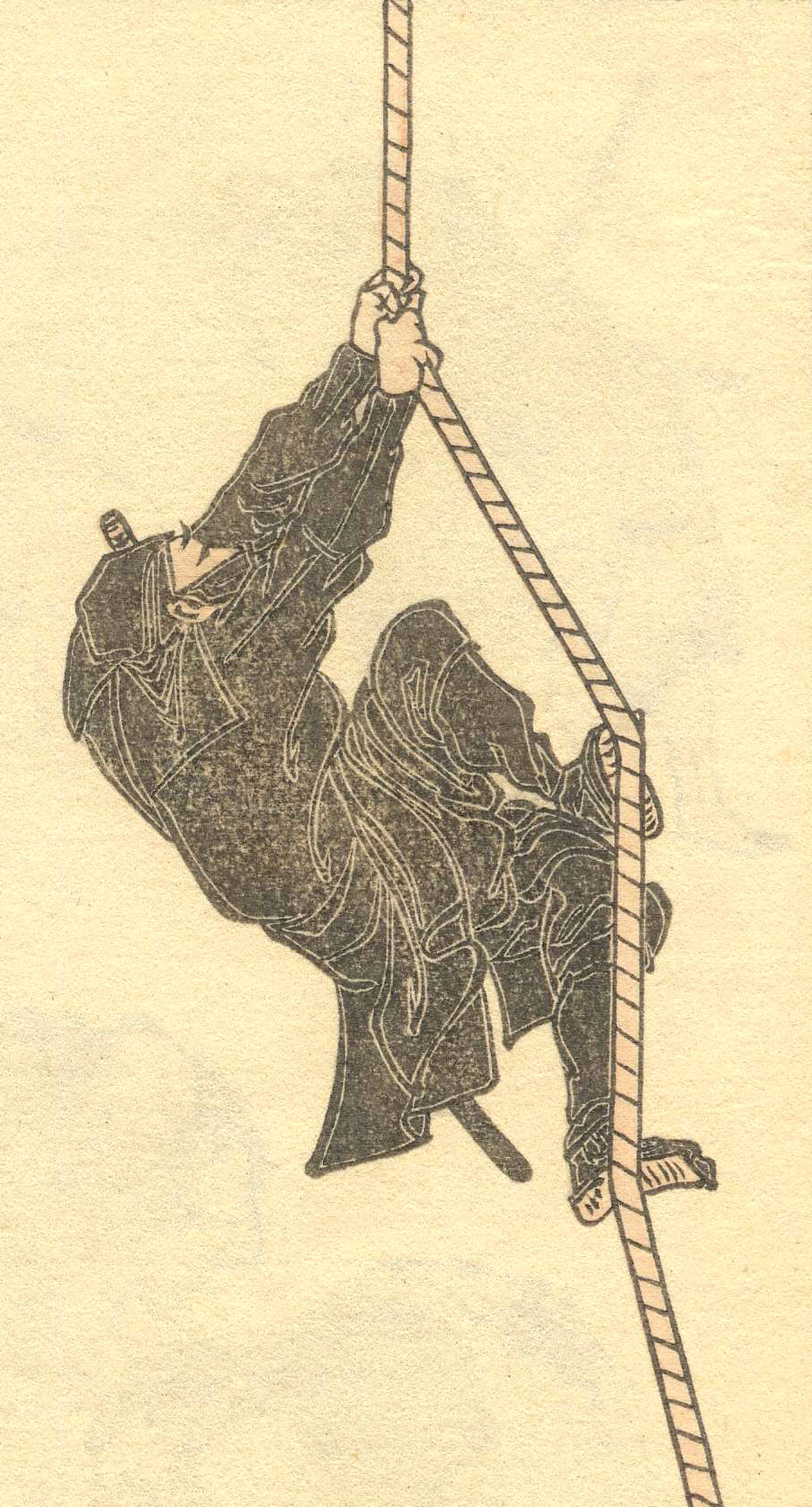
Mezi úkoly nindžů patřila špionáž, sabotáž a atentát.

Atentát pro vojenské účely byl dlouho podporován: Sun-c’, který psal kolem roku 500 př. n. l., se ve své knize Umění války vyslovil pro použití atentátu. Téměř o 2000 let později Niccolò Machiavelli ve své knize Vladař rovněž radí vládcům, aby vraždili nepřátele, kdykoli je to možné, a zabránili tak vlastnímu ohrožení. Armáda a dokonce i národ mohou být založeny na a kolem obzvláště silného, obratného nebo charismatického vůdce, jehož ztráta by mohla paralyzovat schopnost obou vést válku.
Z podobných a dalších důvodů se atentát někdy používal i při vedení zahraniční politiky. Náklady a přínosy takových akcí je obtížné vyčíslit. Nemusí být jasné, zda zavražděný vůdce bude nahrazen více či méně kompetentním nástupcem, zda atentát vyvolá hněv v daném státě, zda atentát povede k zakyselení domácího veřejného mínění a zda atentát vyvolá odsouzení ze strany třetích stran. One study found that perceptual biases held by leaders often negatively affect decision making in that area, and decisions to go forward with assassinations often reflect the vague hope that any successor might be better. Jedna studie zjistila, že předsudky vnímání, které mají vedoucí představitelé, často negativně ovlivňují rozhodování v této oblasti a rozhodnutí pokračovat v atentátu často odráží nejasnou naději, že případný nástupce by mohl být lepší.
Jak u vojenských, tak u zahraničněpolitických atentátů existuje riziko, že cíl může být nahrazen ještě kompetentnějším vůdcem nebo že takové zabití (či neúspěšný pokus o něj) učiní z vůdce mučedníka a povede k větší podpoře jeho věci tím, že ukáže bezohlednost atentátníků. Tváří v tvář obzvláště vynikajícím vůdcům se tato možnost v různých případech riskovala, jako například při pokusu o zabití athénského Alkibiada během peloponéské války. O tom, jak byl atentát používán jako nástroj, svědčí řada dalších příkladů z druhé světové války:
- Atentát na Reinharda Heydricha v Praze 27. května 1942, který provedla britská a československá exilová vláda. Tento případ ilustruje obtížnost porovnání přínosů zahraničněpolitického cíle (posílení legitimity a vlivu československé exilové vlády v Londýně) s možnými dopady vyplývajícími z atentátu (Vyhlazení Lidic).[34]
- Americké zachycení letadla admirála Isoroku Jamamota během druhé světové války poté, co byla dešifrována trasa jeho cesty (Operace Vengeance)  .
- Operace Gaff byl plánovaný nálet britského komanda s cílem zajmout nebo zabít německého polního maršála Erwina Rommela, známého také jako „Pouštní liška“.[35]

Používání atentátů pokračovalo i v novějších konfliktech:
- Během války ve Vietnamu se USA zapojily do programu Phoenix, jehož cílem bylo zavraždit vůdce a sympatizanty Vietkongu. V rámci tohoto programu bylo zabito 6 000 až 41 000 osob, přičemž oficiální cíle činily 1 800 osob měsíčně.[36][37][38]
- Při leteckém útoku na bagdádské mezinárodní letiště 3. ledna 2020 USA zavraždily velitele íránských sil Quds generála Kásima Sulejmáního a velitele iráckých Lidových mobilizačních sil Abú Mahdí al-Muhandise spolu s dalšími osmi vysoce postavenými vojenskými pracovníky. Vražda vojenských představitelů byla součástí eskalace napětí mezi USA a Íránem a Američany vedené intervence v Iráku.[39][40]

### Jako nástroj povstalců
Povstalecké skupiny často používají vraždy jako nástroj k prosazování svých cílů. Atentáty plní pro tyto skupiny několik funkcí: odstraňují konkrétní nepřátele a slouží jako propagandistický nástroj, který zaměřuje pozornost médií a politiků na jejich věc.
Partyzáni Irské republikánské armády (Óglaigh na hÉireann) v letech 1919 až 1921 zabili během irské války za nezávislost mnoho zpravodajských důstojníků Královské irské policie. Michael Collins za tímto účelem zřídil speciální jednotku Squad, která měla za následek zastrašení mnoha policistů, aby odešli od policie. Činnost oddílu vyvrcholila zabitím 14 britských agentů v Dublinu o krvavé neděli v roce 1920.
Tuto taktiku znovu použila Prozatímní irská republikánská armáda během konfliktu v Severním Irsku (1969–1998). Zabíjení příslušníků Královské ulsterské policie a atentáty na unionistické politiky byly jednou z řady metod používaných v kampani Prozatímní IRA v letech 1969–1997. IRA se rovněž pokusila zavraždit britskou premiérku Margaret Thatcherovou bombovým útokem na konferenci Konzervativní strany v hotelu v Brightonu. Loajalistické polovojenské jednotky se mstily náhodným zabíjením katolíků a atentáty na irské nacionalistické politiky.
Baskičtí separatisté ETA ve Španělsku zavraždili od konce 60. let 20. století mnoho bezpečnostních a politických činitelů, zejména předsedu španělské vlády Luise Carrera Blanca, 1. vévodu z Carrero-Blanca velkovévody španělského, v roce 1973. Na počátku 90. let 20. století se ETA začala zaměřovat také na akademiky, novináře a místní politiky, kteří s ní veřejně nesouhlasili.
Rudé brigády v Itálii prováděly atentáty na politické představitele a v menší míře tak činila i Frakce Rudé armády v Německu v 70. a 80. letech 20. století.
Ve vietnamské válce komunističtí povstalci běžně vraždili vládní úředníky a jednotlivé civilisty, kteří byli považováni za urážlivé nebo soupeřící s revolučním hnutím. Tyto útoky spolu s rozsáhlou vojenskou aktivitou povstaleckých skupin téměř přivedly režim Ngô Ðình Diệma ke kolapsu, než zasáhly Spojené státy.

## Psychologie
Rozsáhlá studie o atentátech v USA v druhé polovině 20. století dospěla k závěru, že většina potenciálních atentátníků tráví plánováním a přípravami na atentát spoustu času. Atentáty jsou tedy jen zřídka „impulzivní“ akce.
Bylo však zjištěno, že přibližně 25 % skutečných útočníků trpí bludy, přičemž toto číslo se u „téměř smrtelných útočníků“ (osob zadržených před dosažením cíle) zvýšilo na 60 %. To ukazuje, že ačkoli psychická labilita hraje roli v mnoha novodobých atentátech, u útočníků s většími bludy je méně pravděpodobné, že se jim jejich pokusy podaří. Zpráva také zjistila, že přibližně dvě třetiny útočníků byly v minulosti zatčeny, ne nutně za související trestné činy; 44 % mělo v minulosti vážné deprese a 39 % zneužívalo návykové látky.

## Techniky

### Moderní metody

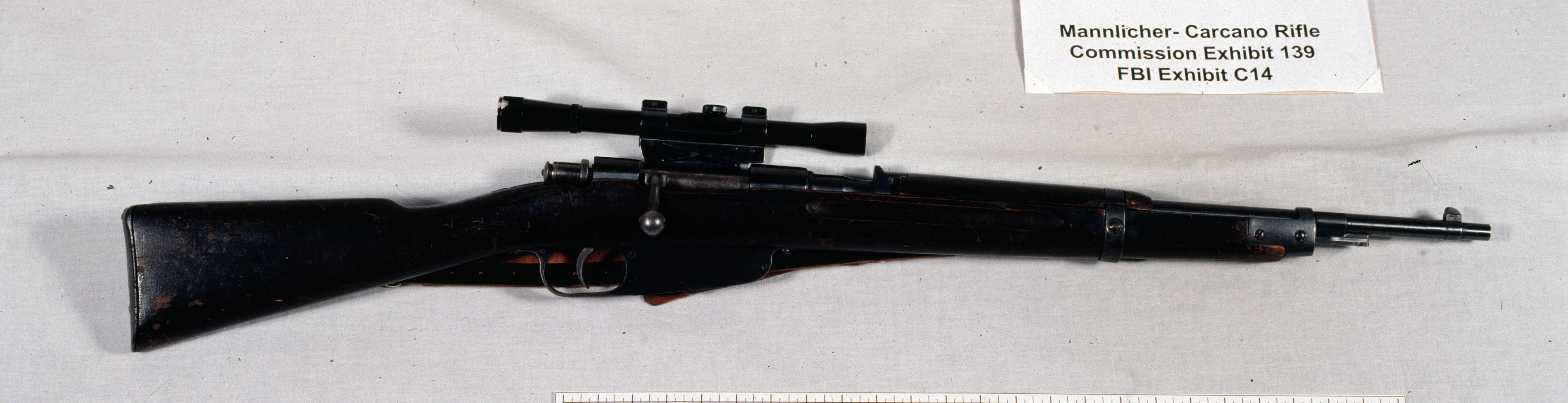
Puška Lee Harveyho Oswalda, vraha prezidenta Johna F. Kennedyho

S příchodem účinných zbraní na dálku a později i střelných zbraní byla pozice cíle atentátu nejistější. Osobní strážci již nestačili zadržet odhodlané zabijáky, kteří již nemuseli přímo zasáhnout, nebo dokonce vyvrátit stráž, aby dotyčného vůdce zabili. Navíc zasahování cílů na větší vzdálenost dramaticky zvyšovalo šance atentátníků na přežití, protože mohli rychle utéct z místa činu. Prvními hlavami vlád, které byly zavražděny střelnou zbraní, byli James Stewart, 1. hrabě z Moray, regent Skotska, v roce 1570 a Vilém Tichý, nizozemský princ Oranžský, v roce 1584. Střelný prach a další výbušniny umožnily také použití bomb nebo ještě větší koncentrace výbušnin pro činy vyžadující větší zásah.
Výbušniny, zejména automobilová bomba, se v moderních dějinách staly mnohem běžnějšími, používaly se také granáty a dálkově odpalované miny, zejména na Blízkém východě a na Balkáně; první atentát na arcivévodu Františka Ferdinanda byl proveden granátem. U těžkých zbraní se vzhledem k oblibě obrněných automobilů stal užitečným nástrojem granátomet (RPG) a izraelské síly se staly průkopníkem v používání raket odpalovaných z letadel, stejně jako v inovativním používání výbušných zařízení.

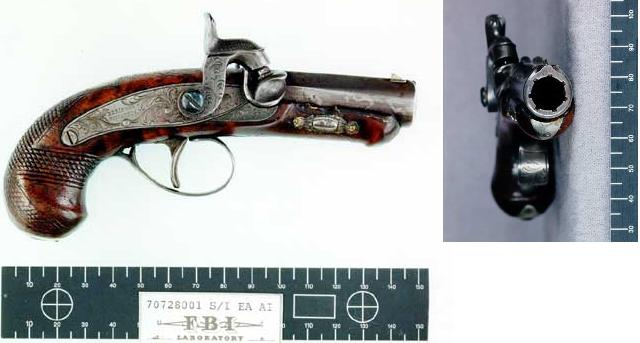
Derringer Johna Wilkese Bootha, vraha prezidenta Abrahama Lincolna

Při fiktivních atentátech se často používá odstřelovač s přesnou puškou. Střelbu na velkou vzdálenost však provázejí určité pragmatické obtíže, mezi něž patří nalezení skrytého střeleckého stanoviště s volnou viditelností, podrobná předběžná znalost cestovních plánů zamýšlené oběti, schopnost identifikovat cíl na velkou vzdálenost a schopnost zaznamenat na velkou vzdálenost, která se obvykle měří ve stovkách metrů, smrtelný zásah první ranou. Speciální odstřelovací puška je také drahá, často stojí tisíce dolarů kvůli vysoké úrovni přesného zpracování a ručnímu opracování, které je nutné k dosažení extrémní přesnosti.
Navzdory svým srovnatelným nevýhodám jsou ruční zbraně snáze skrývatelné, a proto se používají mnohem častěji než pušky. Ze 74 hlavních incidentů vyhodnocených v rozsáhlé studii o pokusech o atentát v USA ve druhé polovině 20. století bylo 51 % podniknuto ruční zbraní, 30 % puškou nebo brokovnicí, 15 % použilo nože a 8 % výbušniny (použití více zbraní/metod bylo zaznamenáno v 16 % všech případů).
V případě státem sponzorovaných atentátů lze otravu snadněji popřít. Georgi Markov, bulharský disident, byl zavražděn otravou ricinem. Malá kulička obsahující jed mu byla vstříknuta do nohy prostřednictvím speciálně navrženého deštníku. Rozsáhlá obvinění, do nichž byla zapojena bulharská vláda a KGB, nevedla k žádným právním výsledkům. Po rozpadu Sovětského svazu se však zjistilo, že KGB vyvinula deštník, který mohl do oběti vstříknout granule s ricinem, a dva bývalí agenti KGB, kteří zběhli, uvedli, že agentura při vraždě asistovala. CIA podnikla několik pokusů o zavraždění Fidela Castra, přičemž mnohé z těchto plánů zahrnovaly otrávení jeho doutníků. Koncem 50. let 20. století zabil atentátník KGB Bohdan Stašinskij ukrajinské nacionalistické vůdce Lva Rebeta a Stepana Banderu pomocí stříkací pistole, která vystříkla proud jedovatého plynu z rozdrcené kyanidové ampule, takže jejich smrt vypadala jako infarkt. Případ z roku 2006 ve Spojeném království se týkal vraždy Alexandra Litviněnka, kterému byla podána smrtelná dávka radioaktivního polonia 210, pravděpodobně ve formě aerosolu nastříkaného přímo na jídlo. Litviněnkovi, bývalému agentovi KGB, byl v roce 2000 udělen azyl ve Spojeném království poté, co se odvolával na pronásledování v Rusku. Krátce před svou smrtí vydal prohlášení, v němž obvinil ruského prezidenta Vladimira Putina z podílu na své vraždě. Putin, shodou okolností bývalý agent KGB, jakoukoli účast na Litviněnkově smrti popřel.

## Cílené zabíjení

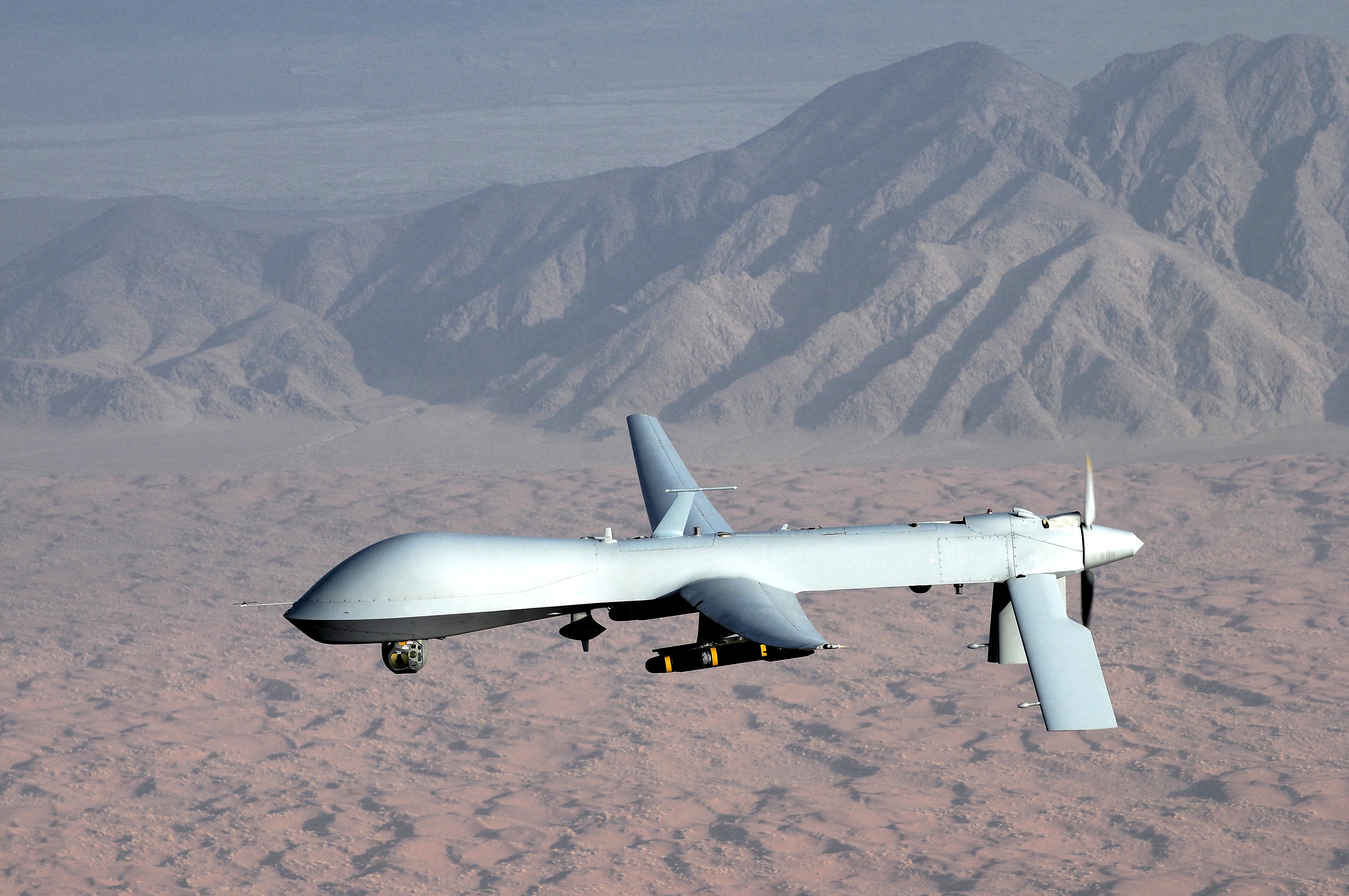
Predator bojový dron; někdy se používá k cílenému zabíjení

Cílené zabití je úmyslné zabití civilisty nebo „nelegálního bojovníka“, který není v oficiálních službách žádné vlády nebo jejich zástupců a nevztahuje se tedy na ně žádná ochrana vyplývající z Ženevské úmluvy.
Na druhou stranu profesor Gary D. Solis z Georgetown University Law Center ve své knize The Law of Armed Conflict: International Humanitarian Law in War z roku 2010 napsal: „Atentáty a cílené zabíjení jsou velmi odlišné činy“. V tomto případě se však jedná o velmi odlišné činy. Použití termínu „atentát“ je protichůdné, protože označuje vraždu (nezákonné zabití), ale teroristé jsou cílem útoku v sebeobraně, což je tedy považováno za zabití, ale nikoliv za zločin (ospravedlnitelné zabití). Abraham D. Sofaer, bývalý federální soudce okresního soudu USA pro jižní okres New York, na toto téma napsal: Vražda je vražda:
„Když lidé nazývají cílené zabití "atentátem", snaží se tím vyloučit diskusi o podstatě tohoto činu. Atentát je obecně definován jako vražda a z tohoto důvodu je ve Spojených státech zakázán ... Američtí představitelé nesmějí zabíjet lidi jen proto, že jejich politika je považována za škodlivou pro naše zájmy ... Ale zabití v sebeobraně není v mezinárodních záležitostech o nic více "atentátem" než vraždou, pokud je podniknou naše policejní síly proti domácím vrahům. Federální vláda autoritativně určila, že cílené zabíjení v sebeobraně nespadá pod zákaz atentátů.“
Autor a bývalý kapitán americké armády Matthew J. Morgan tvrdí, že „mezi atentátem a cíleným zabitím je zásadní rozdíl... cílené zabití [není] synonymem atentátu. Atentát... představuje nezákonné zabití.“ Podobně Amos Guiora, profesor práva na univerzitě v Utahu, napsal: „Cílené zabíjení ... není atentát.“. Steve David, profesor mezinárodních vztahů na Johns Hopkins University, napsal: „Existují pádné důvody domnívat se, že izraelská politika cíleného zabíjení není totéž co atentát.“ Profesor práva v Syrakusách William Banks a profesor práva na GW Peter Raven-Hansen napsali: „Cílené zabíjení teroristů... není nezákonné a nepředstavovalo by atentát.“ Rory Miller píše: „Cílené zabíjení... není 'atentát'.“ Docenti Eric Patterson a Teresa Casaleová napsali: „Možná nejdůležitější je právní rozlišení mezi cíleným zabíjením a atentátem.“
Na druhou stranu Americká unie občanských svobod na svých webových stránkách také uvádí: „Program cíleného zabíjení daleko od jakéhokoli bojiště, bez obvinění nebo soudu, porušuje ústavní záruku spravedlivého procesu. Porušuje také mezinárodní právo, podle něhož může být smrtící síla použita mimo zóny ozbrojených konfliktů pouze jako poslední možnost k zabránění bezprostředního ohrožení, když nejsou k dispozici nesmrtící prostředky. Zaměřování se na osoby podezřelé z terorismu a jejich popravy daleko od válečné zóny mění celý svět v bojiště.“
Yael Steinová, ředitelka výzkumu B'Tselem, izraelského informačního centra pro lidská práva na okupovaných územích, ve svém článku „By Any Name Illegal and Immoral: Response to 'Israel's Policy of Targeted Killing'“ rovněž uvedla:
„Argument, že tato politika poskytuje veřejnosti pocit pomsty a odplaty, by mohl sloužit k ospravedlnění činů jak nezákonných, tak nemorálních. Je zřejmé, že porušovatelé zákona by měli být potrestáni. Avšak bez ohledu na to, jak strašlivé jejich činy jsou, jako že cílené zabíjení izraelských civilistů skutečně je, by měli být potrestáni podle zákona. Davidovy argumenty by v zásadě mohly ospravedlnit úplné zrušení formálních právních systémů.“
Cílené zabíjení se stalo častou taktikou Spojených států a Izraele v boji proti terorismu. Tato taktika může vyvolávat složité otázky a vést ke sporům o právní základ pro její použití, o to, kdo je vhodným cílem na „seznamu zasažených“ a jaké okolnosti musí existovat, aby mohla být tato taktika použita. Názory se různí, od lidí, kteří ji považují za legální formu sebeobrany, která omezuje terorismus, až po lidi, kteří ji označují za mimosoudní zabíjení, které postrádá řádný proces a vede k dalšímu násilí. K používaným metodám patří střelba raketami Hellfire z bezpilotních dálkově ovládaných letounů Predator nebo Reaper, odpálení bomby v mobilním telefonu a střelba odstřelovačů na velké vzdálenosti. Země jako USA (v Pákistánu a Jemenu) a Izrael (na Západním břehu Jordánu a v Gaze) používají cílené zabíjení k likvidaci členů skupin, jako jsou Al-Káida a Hamás. Na začátku roku 2010 se stal Anwar al-Awlaki se souhlasem prezidenta Obamy prvním občanem USA, jehož cílené zabíjení bylo veřejně schváleno Ústřední zpravodajskou službou. Awlakí byl zabit při útoku bezpilotního letounu v září 2011.
Vyšetřovatel OSN Ben Emmerson uvedl, že americké údery bezpilotními letouny „mohly porušit mezinárodní humanitární právo“. The Intercept uvedl: „Mezi lednem 2012 a únorem 2013 zabily nálety amerických speciálních operací [v severovýchodním Afghánistánu] více než 200 lidí. Z nich pouze 35 bylo zamýšlenými cíli.“

## Protiopatření

### Rané formy

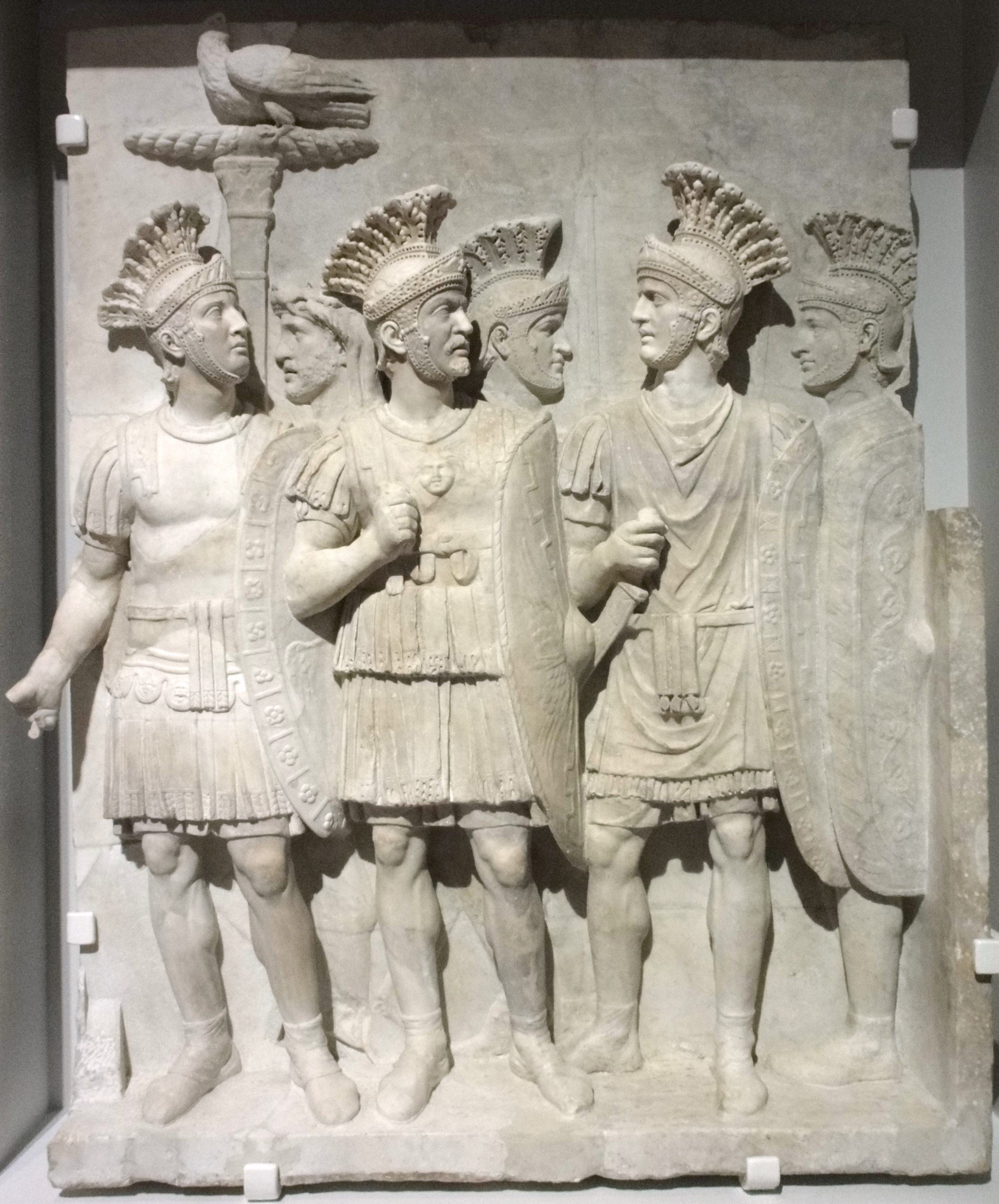
Reliéf vyobrazující Pretoriány s orlicí která svými drápy svírá blesk, což je odkaz na starořímské náboženství.

Jednou z prvních forem obrany proti atentátníkům bylo zaměstnávání tělesných strážců, kteří působí jako štít pro potenciální cíl, hlídají potenciální útočníky, někdy i předem, například na trase přehlídky, a vystavují se nebezpečí jak pouhou přítomností, kdy dávají najevo, že je k dispozici fyzická síla na ochranu cíle, tak tím, že cíl chrání, pokud k útoku dojde. K neutralizaci útočníka jsou osobní strážci obvykle ozbrojeni v míře, kterou dovolují právní a praktické důvody.
K významným příkladům tělesných strážců patří římská pretoriánská garda nebo osmanští janičáři, ale v obou případech se ochránci někdy sami stávali atentátníky, kteří využívali své moci k tomu, aby z hlavy státu udělali faktické rukojmí, nebo zabíjeli samotné vůdce, které měli chránit. Důležitou otázkou je také loajalita jednotlivých tělesných strážců, zejména u vůdců, kteří dohlížejí na státy se silnými etnickými nebo náboženskými rozdíly. Neuvědomění si takto rozdělené loajality umožnilo zavraždění indické premiérky Indiry Gándhíové, kterou v roce 1984 zavraždili dva sikhští bodyguardi.
Funkci tělesné stráže často vykonávali vůdcovi nejvěrnější bojovníci a po většinu raných lidských dějin byla mimořádně účinná, což vedlo atentátníky k pokusům o skryté prostředky, jako byl jed, jehož riziko se snižovalo tím, že vůdcovo jídlo nejprve ochutnala jiná osoba. Dalším pozoruhodným opatřením je použití dvojníka, osoby, která vypadá jako vůdce a předstírá, že je vůdcem, aby odvedla pozornost od zamýšleného cíle.

### Moderní strategie

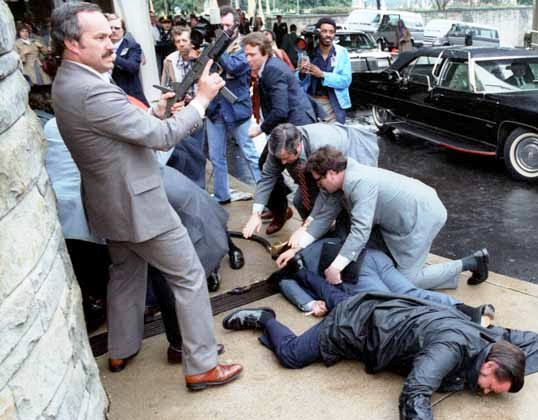
Pokus o atentát na prezidenta Ronalda Reagana

S příchodem střelného prachu se staly možné atentáty na dálku pomocí bomb nebo střelných zbraní. Jednou z prvních reakcí bylo prosté posílení stráží, což se někdy mohlo zdát jako malá armáda sledující každého vůdce. Další možností bylo začít vyklízet rozsáhlé oblasti, kdykoli byl vůdce přítomen, a to až do té míry, že mohly být uzavřeny celé části města.
S nástupem 20. století rychle rostl výskyt a schopnosti atentátníků i opatření na ochranu proti nim. Poprvé byly pro bezpečnější přepravu uvedeny do provozu obrněné automobily nebo limuzíny, jejichž moderní verze byly prakticky nezranitelné proti střelbě z ručních zbraní, menším bombám a minám. Začaly se také používat neprůstřelné vesty, ale protože jejich užitečnost byla omezená, omezovaly pohyb a nechránily hlavu, nosily se zpravidla jen při významných veřejných akcích, pokud vůbec.
Stále více se také omezoval přístup ke známým osobnostem; potenciální návštěvníci museli projít mnoha různými kontrolami, než jim byl umožněn přístup k dotyčnému úředníkovi, a s tím, jak se zlepšila komunikace a rozšířily informační technologie, se pro potenciálního vraha stalo téměř nemožné dostat se k osobnosti v práci nebo v soukromém životě natolik blízko, aby mohl uskutečnit atentát, zejména díky běžnému používání detektorů kovů a bomb.

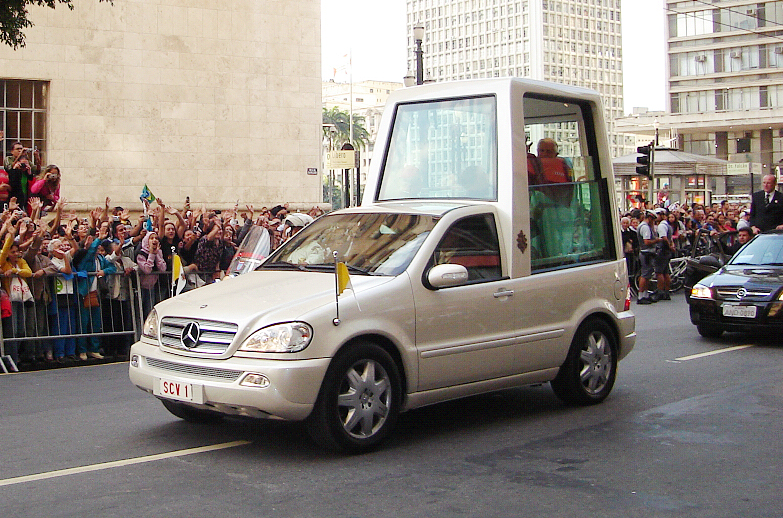
Papež Benedikt XVI. v upraveném Mercedes-Benz třídy M, São Paulo, Brazílie

Většina novodobých atentátů byla spáchána buď během veřejného vystoupení, nebo během přepravy, a to jak z důvodu slabšího zabezpečení a bezpečnostních nedostatků, jako tomu bylo v případě amerického prezidenta Johna F. Kennedyho a bývalé pákistánské premiérky Bénazír Bhuttové, tak v rámci státního převratu, při němž je bezpečnost buď překonána, nebo zcela odstraněna, jako tomu bylo v případě konžského premiéra Patrice Lumumby.
Metody používané k ochraně slavných osobností někdy vyvolávaly negativní reakce veřejnosti, která s nelibostí nesla odloučení od svých úředníků nebo významných osobností. Jedním z příkladů může být cestování v autě chráněném bublinou z průhledného neprůstřelného skla, jako je například papamobil podobný MRAP papeže Jana Pavla II. postavený po atentátu na něj spáchaném. Politikům se často nelíbí nutnost odloučení a někdy posílají své bodyguardy od sebe z osobních důvodů nebo kvůli publicitě. Americký prezident William McKinley tak učinil na veřejné recepci, na níž byl zavražděn.
Jiné potenciální cíle odcházejí do ústraní a jen zřídkakdy se ozývají nebo ukazují na veřejnosti, jako například spisovatel Salman Rushdie. Související formou ochrany je používání dvojníků, osob s podobnou postavou, jako mají ti, za které se mají vydávat. Tyto osoby jsou pak nalíčeny a v některých případech podstoupí plastickou operaci, aby vypadaly jako cíl, přičemž dvojník pak v rizikových situacích zastoupí danou osobu. Podle Joe R. Reedera, náměstka ministra armády v letech 1993–1997, používal dvojníky Fidel Castro. Ochranní agenti americké tajné služby jsou školeni v psychologii atentátníků.